# Gustaf von Engeström
Gustaf von Engeström, auch Gustav von Engeström, (* 1. August 1738 in Lund; † 12. August 1813 in Skogs-Tibble bei Uppsala) war ein schwedischer Bergbauingenieur, Mineraloge und Chemiker.

## Leben
Engeström war der Sohn von Johan Engeström (1699–1777), Professor für Theologie und Bischof in Lund und 1752 geadelt, und von Margaret Engeström geborene Benzelstierna. Von seinen sechs Brüdern ging neben Gustaf von Engeström auch sein jüngster Bruder Adolph in den Bergbau.
Er studierte in Lund (juristisches Examen 1755) und war ab 1756 am Bergskollegium in Stockholm (als Schüler von Georg Brandt und Axel Frederic Cronstedt) und unternahm 1764/65 Studienreisen nach Norwegen, England, Deutschland (Preußen) und den Niederlanden. In England bildete er sich in Chemie fort, unter anderem im Labor von William Lewis und setzte die Übersetzung des Mineralogiebuchs seines Lehrers Cronstedt ins Englische fort. Danach war er ab 1764 am Bergkollegium, zunächst in der Analyse von Erzen, ab 1768 Münzwardein, ab 1774 Assessor und ab 1781 Bergrat. Eine ehrenvolle  Einladung in eine höhere Position in russische Dienste zu treten lehnte er ab und es gab auch in Preußen durch Friedrich II. Verhandlungen, ihn als Chemiker an die Berliner Akademie zu holen. Er erbte von seinem Onkel Benzelstierna ein Familiengut in Skogs-Tibble in der Kommune Uppsala, wohin er sich im Ruhestand 1794 zurückzog. Die Gutsgeschäfte liefen allerdings nicht gut. 1801 erhielt er die Silbermedaille der Patriotischen Gesellschaft für eine Abhandlung zu einer Preisfrage über Schädlingen im Kohl, bei der er aus eigener Erfahrung berichtete.
Er lehrte auch am Bergskollegium Chemie und Mineralogie. Engeström arbeitete zeitweise mit August Nordenskiöld (1754–1792), dem Alchemisten im Dienst von König Gustav III.
Bekannt wurde er für eine Beschreibung der Lötrohr-Verwendung (die noch von Cronstedt stammte) in der Analyse von Mineralien, hervorgegangen aus Vorlesungen während seines London-Aufenthalts 1765 und danach ins Schwedische übersetzt (zuerst in Englisch 1770 erschienen). Er veröffentlichte Arbeiten zur Mineralogie und Chemie (u. a. Rückgewinnung von Quecksilber aus Spiegelglas, Gewinnung von Silber aus Silberchlorid durch Umsetzung mit Kaliumcarbonat, Alaunherstellung, Mineralien aus China). 1781 bis 1784 erschien sein größeres Werk Laboratorium chymicum und er veröffentlichte einen französischen Führer zu den schwedischen Bergwerken. Er stellte Mineraliensammlungen für den Prinzen von Condé in Frankreich zusammen und für Katharina die Große in Russland.
1770 wurde er Mitglied der Königlich Schwedischen Akademie der Wissenschaften in Stockholm und 1774 und 1782 deren Präsident.

## Familie
Er war mit Abela Charlotta Lagerbring (1752–1785) verheiratet, Tochter des bekannten Historikers Sven Lagerbring und einer Mutter aus der Familie Lagercreutz. Eine Tochter verheiratete sich nach Polen, eine andere heiratete Carl Johan Adlercreutz, der einzige Sohn Sven Johan wurde Hofintendant.
Auch seine Brüder waren bekannte Persönlichkeiten: Jacob von Engeström (1752–1803) war hoher Beamter und in die Verschwörung gegen Gustav III. verwickelt und wurde deswegen auch zu Haft verurteilt (die Strafe aber später gemildert), Jonas von Engeström (1737–1807) war Richter, Johan von Engeström (1743–1807) war Politiker (Mitglied der aristokratischen Opposition gegen den König und ebenfalls der Teilnahme der Verschwörung gegen Gustav III. verdächtigt), Lars von Engeström (1751–1826) war Außenminister und Adolph von Engeström (1753–1825) war hoher Bergbaubeamter.

## Schriften
- Cronstedt: An Essay Towards a System of Mineralogy. London 1770 (Engström im Anhang zu Lötrohr-Verwendung).
  - Deutsche Übersetzung seiner Lötrohr-Abhandlung: Herrn Gustav von Engeström's Beschreibung eines mineralogischen Taschen-Laboratoriums und insbesondere des Nutzens des Blaserohrs in der Mineralogie. Greifswald: Anton Ferdinand Rose 1774, 2. Auflage 1782 (Anmerkungen von Christian Ehrenfried Weigel (1748–1831))[2]
  - Schwedische Ausgabe: Beskrifning på et Mineralogiskt Fick-Laboratorium och i synnerhet Nyttan af Blåsröret ut i Mineralogien. Stockholm 1773 (Übersetzung aus dem Englischen von Anders Retzius).
- Guide du Voyageur aux Carrières et Mines de Svede. Stockholm 1796.
- Tal om mineralogiens hinder och framsteg i senare Åren. Stockholm 1774 (Rede als Präsident der Akademie).